# Sarcophaga kupangensis
Sarcophaga kupangensis är en tvåvingeart som beskrevs av Shinonaga 2004. Sarcophaga kupangensis ingår i släktet Sarcophaga och familjen köttflugor. Inga underarter finns listade i Catalogue of Life.